# Lecanora conferta
Lecanora conferta är en lavart som först beskrevs av Duby ex Fr., och fick sitt nu gällande namn av Grognot. Lecanora conferta ingår i släktet Lecanora och familjen Lecanoraceae.  Arten är reproducerande i Sverige. Inga underarter finns listade i Catalogue of Life.